# Рагоза, Евгений Александрович
Евгений Александрович Рагоза (11 января 1979) — российский футболист, нападающий, тренер.
Воспитанник ангарского футбола. Выступал в основном за клубы второго дивизиона, где дважды становился лучшим бомбардиром зонального турнира: 2004 — «Урал-Поволжье» (21 мяч), 2007 — «Восток» (19 мячей, помог барнаульскому «Динамо» занять первое место и выйти в первый дивизион, однако по окончании сезона ушёл из клуба, заключив контракт с нижегородской «Волгой»). В 2007 году по версии ПФЛ был признал также лучшим игроком и лучшим нападающим зоны «Восток», также стал серебряным призёром Кубка ПФЛ 2007.
В 2003, 2005 и 2006 годах играл за команды первого дивизиона «Сокол», «Металлург-Кузбасс» и «Содовик», соответственно.
В феврале 2009 года был выставлен на трансфер нижегородской «Волгой». В декабре 2011 года расторг контракт с омским «Иртышом» во взаимному согласию сторон.
Бронзовый призёр в составе сборной зоны «Восток» второго дивизиона на Кубке ПФЛ «Надежда» в 2002 году. Дважды становился победителем зоны «Урал-Поволжье» второго дивизиона: в сезоне 2005 года в составе «Содовика», в сезоне 2008 года — «Волги» (Нижний Новгород).
В Кубке России провёл 26 матчей.
С 2016[уточнить] года работал тренером в системе подготовки футболистов московского «Локомотива» и Академии клуба. С 1 сентября 2019 года — тренер «Строгино».